# Elision (Ensemble)
Elision (Eigenschreibweise ELISION) ist ein internationales Ensemble, welches seit 1986 aktiv ist.

## Geschichte
Elision beschäftigt sich mit den Grenzbereichen von Musik und darstellender Kunst. Das Ensemble spielt mit experimentellen Aufführungsarten und widmet sich der Aufführung zeitgenössischer Musik. Es arbeitete mit den Veranstaltern Hebbel-Theater, Berliner Philharmonie, Konzerthaus Berlin, Wien Modern, Huddersfield Festival, Westdeutscher Rundfunk, Radio Bremen, Festival Ars Musica Brussel, Zürcher Theater Spektakel, Saitama Theater Japan, IRCAM/Festival Agora Paris und Ultima Festival Oslo. Diese Aktivitäten ergänzen das Programm des Ensembles innerhalb Australiens. So gab es bereits Auftritte bei Musikfestivals in Brisbane, Perth, Melbourne, Sydney und Adelaide.
Durch das Ensemble wurde das Werk „Tulp the body public“ von Komponist John Rodgers und Multimediakünstlerin Justine Cooper uraufgeführt. Die Oper „Yuè Lìng Jié“, eine „rituelle Straßenoper“ von Liza Lim (Musik) und Beth Yahp (Libretto) wurde in Brisbane, Adelaide und Melbourne uraufgeführt. Diese Oper war auch 2002 in Berlin, Zürich und Saitama zu sehen. Andere größere Projekte sind „Dark Matter“ und „Opening of the Mouth“ von Richard Barrett, „Sight and Sound of a Storm in Sky Country“ und „Soft Night Falling“ von Komponist/Saxophonist Timothy O’Dwyer und Künstlerin Lilla Watson, „Glass house mountains“, von Liza Lim und Künstlerin Judy Watson. „The Navigator“, die dritte Oper von Liza Lim, wurde bereits in Brisbane und Melbourne aufgeführt, im kommenden Sommer in Moskau und Dezember 2009 in Paris.
Das Elision Ensemble arbeitete mit den Dirigenten Jean Deroyer, Christian Eggen, Manuel Nawri, Sandro Gorli, Simon Hewett, Dominique My, Franck Ollu, Carl Rosman und Pierre-André Valade zusammen. Elision kooperierte auch mit Ensemble Modern (Deutschland), Ictus Ensemble (Belgien) und CIKADA Ensemble (Norwegen).
Elision nahm über vierzehn Platten bei den Labels NMC, MODE, Etcetera und ABC Classics auf, bestritt über zwanzig internationale Tourneen in vierzehn verschiedenen Ländern, und leitete 34 internationale Kompositionsaufträge in die Wege.
Das Ensemble besteht aus einundzwanzig Musikern und Musikerinnen aus Brisbane, Sydney, Melbourne, Perth, Singapur, Peking, San Francisco, New York City, Manchester, Paris, Köln, Bonn, Berlin und Bern.

## Diskografie
| - 1992: Elision Ensemble - 1992: Driftglass - 1992: Garden of Earthly Desire - 1993: Richard Barrett / Elision Ensemble - 1994: The Oresteia - 1995: Skinless Kiss of Angels - 1996: After the Fire - 1998: The Intertwining (The Chasm) - 1998: Brian Ferneyhough (Solo Work) - 1999: The Heart’s Ear - 2000: Opening of the Mouth - 2005: ik(s)land[s] - 2006: Transmission - 2007: Aldo Clementi: Works for Guitar | - 1994: Terra Incognita - 1998: Works by Akira Nishimura - 2002: Shu Hai practices javelin |

## Mitglieder
Deborah Kayser (Sopran), Genevieve Lacey (Blockflöte), Paula Rae (Flöte), Peter Veale (Oboe), Richard Haynes (Klarinette), Carl Rosman (Klarinette), Timothy O’Dwyer (Saxophon), Ysolt Clark (Horn), Tristram Williams (Trompete), Benjamin Marks (Posaune), Peter Neville (Schlagzeug), Richard Barrett (Elektronik), Daryl Buckley (E-Gitarre), Marilyn Nonken (Klavier), Marshall McGuire (Harfe), Satsuki Odamura (Koto), Graeme Jennings (Violine), Erkki Veltheim (Bratsche), Séverine Ballon (Violoncello), Joan Wright (Kontrabass).